# تپه چم درازه ۲ - کد (۱۰۳ k)
تپه چم درازه ۲ - کد (۱۰۳ k) مربوط به دوران پیش از تاریخ ایران باستان است و در شهرستان کنگاور، روستای چم درازه واقع شده و این اثر در تاریخ ۲۴ فروردین ۱۳۸۲ با شمارهٔ ثبت ۸۱۰۹ به‌عنوان یکی از آثار ملی ایران به ثبت رسیده است.